# راینر وایس
راینر وایس (آلمانی: Rainer Weiss؛ زاده ۲۹ سپتامبر ۱۹۳۲;‎/vaɪs/‎; آلمانی: [vaɪs]) یک فیزیک‌دان اهل ایالات متحده آمریکا است. وی برنده نیمی از جایزه نوبل ۲۰۱۷ در فیزیک برای آشکارسازی خیزابه‌های گرانشی و آشکارساز لایگو است. نیمی دیگر از جایزه به بری بریش و کیپ تورن داده شد.